# Żagno
Żagno – wieś w Polsce położona w województwie kujawsko-pomorskim, w powiecie lipnowskim, w gminie Skępe.
| SIMC    | Nazwa     | Rodzaj |
| ------- | --------- | ------ |
| 0869695 | Głęboczek | osada  |

W latach 1975–1998 miejscowość administracyjnie należała do województwa włocławskiego.

## Demografia
Według Narodowego Spisu Powszechnego (III 2011 r.) wieś liczyła 444 mieszkańców. Jest trzecią co do wielkości miejscowością gminy Skępe.